# یولیو باراتکی
یولیو باراتکی (رومانیایی: Iuliu Baratky; ۱۴ مهٔ ۱۹۱۰ – ۱۴ آوریل ۱۹۶۲) بازیکن فوتبال اهل رومانی بود.
از باشگاه‌هایی که در آن بازی کرده‌است می‌توان به باشگاه فوتبال راپید بخارست، باشگاه فوتبال ام‌تی‌کی بوداپست، و باشگاه فوتبال راپید بخارست، باشگاه فوتبال ام‌تی‌کی بوداپست، و آ.اس.آ ترگو مورش اشاره کرد.
وی همچنین در تیم‌های ملی فوتبال مجارستان و رومانی بازی کرده‌است.